# Johnny Meijer

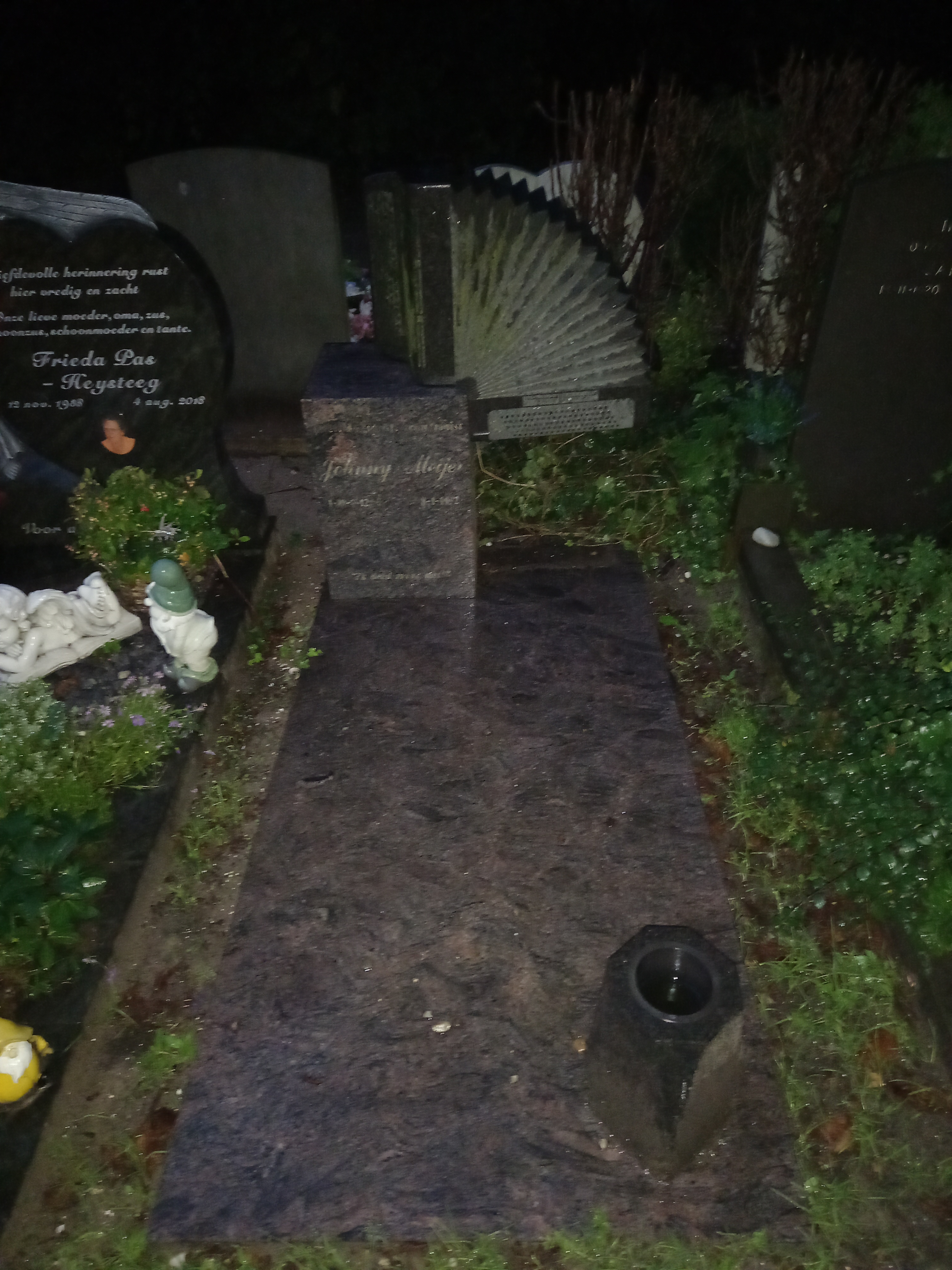
Het graf van Johnny Meijer op Begraafplaats Vredenhof

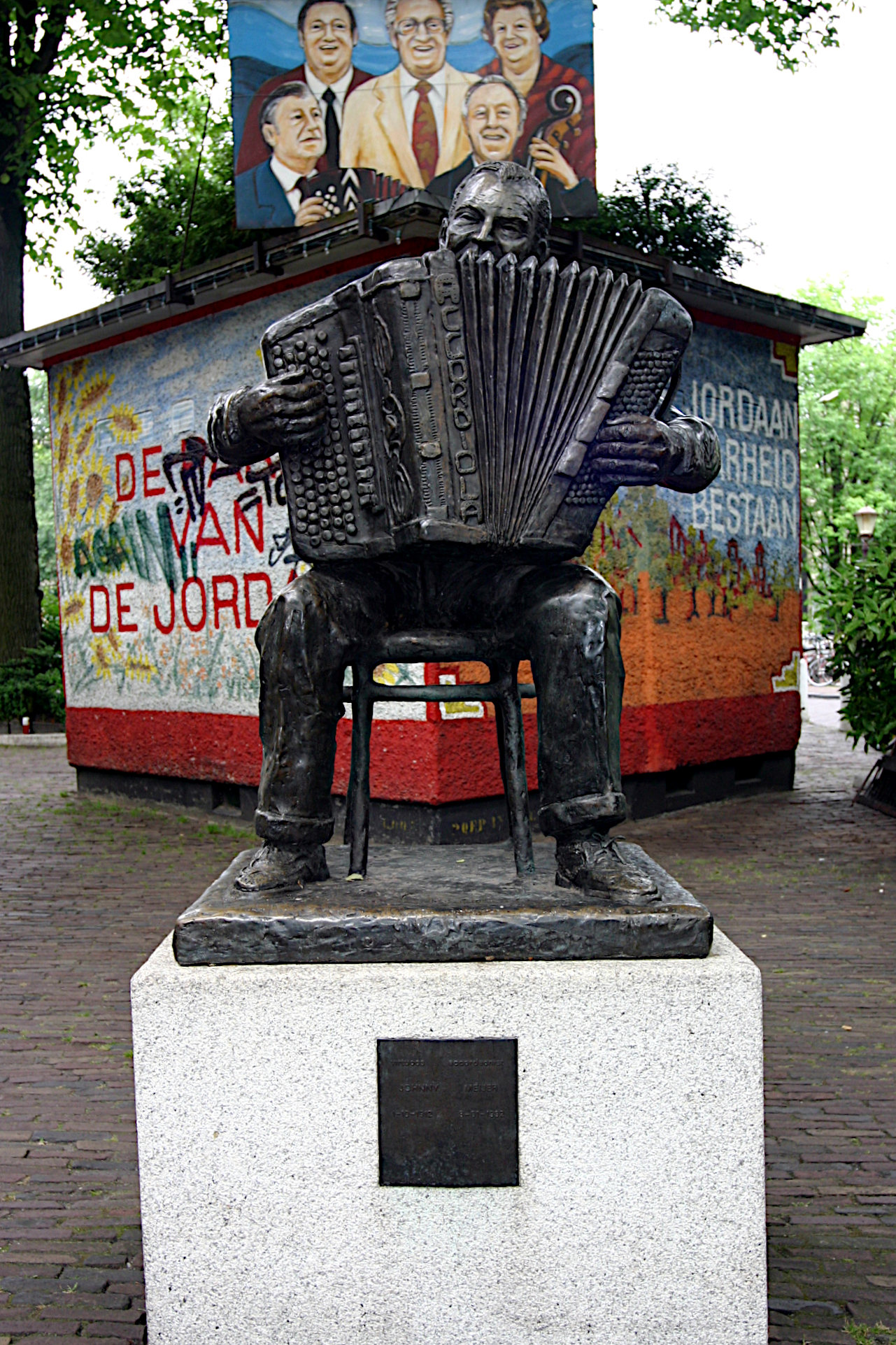
Beeld van Johnny Meijer door Rob Cerneüs uit 1996. Op de Elandsgracht (Johnny Jordaanplein).

Jan Cornelis (Johnny) Meijer (Amsterdam, 1 oktober 1912 – aldaar, 8 januari 1992) was een Amsterdamse accordeonist. Hij werd breed beschouwd als virtuoos op zijn instrument en speelde zowel volksmuziek, popmuziek, als jazz. 
Johnny Meijer is de grootvader van zangeres Eva Simons. Zijn schoondochter Ingrid Simons zong in 1995 het nummer Rainbow in the sky van DJ Paul Elstak in.
Al in de jaren 50 van de 20e eeuw trad Johnny Meijer veelvuldig in het buitenland op en verdiende hij de titel Koning van de Accordeon. Hoewel accordeon-muziek vaak in verband wordt gebracht met volksmuziek, was Meijer veelzijdiger dan alleen dat.
Naast de Jordanese meezingers speelde hij ook snelle swing-nummers, Roemeense muziek en klassiek en werd hij wereldwijd erkend als een virtuoos jazz-accordeonist. In 1974 nam hij met de Dutch Swing College Band de lp Johnny goes Dixie op, die goud werd. Maar uitnodigingen om in het buitenland te komen spelen, sloeg hij vaak af; daarvoor was hij te zeer vergroeid met zijn geliefde Jordaan.
Hij zal dus in de herinnering vooral voortleven als vertolker van de Amsterdamse volksmuziek. Typisch gedrag vertoonde hij met tijdens zijn optreden een sigaar in de mondhoek. Ook maakte hij op de knopaccordeon zware akkoorden met de rechterhand, wat de lijn van de melodie deed vertroebelen. In de laatste jaren van zijn leven werd Johnny Meijer nog maar zelden gevraagd voor grote optredens, voornamelijk in verband met zijn opvliegende karakter en zijn drankzucht, en sleet de Koning van de Accordeon zijn dagen in stilte, af en toe accordeon spelend op bruiloften en partijen.
Meijer was een zwager van de zanger Manke Nelis.

## Documentaire
John Appel draaide in 1993 een documentaire rond Johnny Meijer, simpelweg getiteld "Johnny Meijer".